# Сайхан овоо
Сайхан овоо — сомон у Середньо-Гобійському аймаці Монголії. Територія 4,0 тис. км², населення 2,9 тис. чол. Центр — селище Онш, розташований на відстані 209 км від міста Мандалговь та у 380 км від Улан-Батора.

## Рельєф
Невисокі гори Ахар, Хайрхан, Тугруг (1500–1696 м), річка Онгі, рівнини Баруун Жаргалант. Солені озера Хашаат, Жаргалант, Ташаа, Улаан.

## Клімат
Різкоконтинентальний клімат. Середня температура січня −17 градусів, липня +29+21 градус, щорічна норма опадів 100–170 мм.

## Економіка
Багатий цінним камінням, шпатом, хімічною та будівельною сировиною.

## Тваринний світ
Водяться корсаки, лисиці, вовки, зайці.

## Соціальна сфера
Школа, лікарня, сфера обслуговування, будинки відпочинку.